# L.D.K. Lounge Designers Killer
『L.D.K. Lounge Designers Killer』（ラウンジ・デザイナーズ・キラー）は、2005年9月21日にcontemodeより発売されたcapsuleの6枚目のオリジナルアルバムである（品番：YCCC-10003）。なお、この項目では2022年2月5日に発売された本アルバムのリマスター版『L.D.K. Lounge Designers Killer (2021 Remaster)』についても記述する。

## 背景について
本作発売の2週間前となる2005年9月7日に、アルバム中の3曲を収録した限定12インチアナログ盤『AEROPOLIS』が発売された。
前作『NEXUS-2060』から約半年ぶりのリリースとなった。
同年11月16日にiTunes Storeにてリリースされた際、11曲目として新たに楽曲「jelly」が収録された。

## 制作について
中田ヤスタカが前作『NEXUS-2060』をリリースした頃の、自身の引っ越しから構想を得て制作された。

## ミュージック・ビデオについて
※シングル収録曲は各リンク先も参照。

### 空飛ぶ都市計画
スタジオカジノ（スタジオジブリ）の劇場アニメ作品で、『ポータブル空港』、『space station No.9』と続くSF3部作の完結編である。2005年9月10日、映画『タッチ』と同時公開。百瀬ヨシユキが監督、中田ヤスタカが原作・音楽を務めた。ベスト・アルバム『FLASH BEST』の初回限定盤のDVDや、スタジオジブリの短編集『ジブリがいっぱいSPECIAL ショートショート 1992-2016』に収録されている。2021年8月に始動した、過去作品を、リマスター音源とビジュアライザーと共にオフィシャルYouTubeチャンネルに公開していく『CAPSULE アーカイブコレクション』という企画の一環で、2022年1月25日から、アルバムの収録曲のリマスター音源が連日公開されていったが、そのビジュアライザー映像に本作と前作『space station No.9』の映像が一部使用されている。

### グライダー
中田ヤスタカが監督を務め、ベスト・アルバム『FLASH BEST』の初回限定盤のDVDに収録されている。

## 楽曲について
※シングル収録曲は各リンク先を参照。
2.テレポテーション
BPM170で制作され、1.0293倍速されて収録されている（BPM174.981）。この曲のように、中田ヤスタカによる楽曲で、全体が加速されたものは、本作から2007年までの作品によく見られる。
3.Lounge Designers Killer
ether22がゲスト・ボーカルとして参加。
4.twinkle twinkle poppp!
BPM105で制作され、2の12乗根の近似値である1.05946倍速されて収録されている（BPM111.2433）ため、元のキーよりも半音上がって聞こえる。
5.tiC taC
BPM80で制作され、1.03倍速されて収録されている（BPM82.4）。
6.アンテナ
BPM85で制作され、1.005倍速されて収録されている（BPM85.425）。
7.グライダー
曲が完成したときに「これ完全に空飛んでるわ」と中田が感じたことからタイトルと詞が付けられた。BPM128で制作され、おおよそ1.04126倍速されて収録されている（BPM133.28128）。
8.人類の進歩と調和
BPM170で制作され、おおよそ1.04126倍速されて収録されている（BPM177.0142）。
11.jelly
iTunes Store限定。BPM125で制作され、1.0293倍速されて収録されている（BPM128.6625）。のちに数量限定アナログ12インチシングル『jelly』としてシングルカットされたが、そちらにはextended-mixが収録されている。

### シングル収録
| ＃ | タイトル               | 収録シングル                     |
| -- | ---------------------- | -------------------------------- |
| 4  | twinkle twinkle poppp! | 5枚目「AEROPOLIS」（アナログ盤） |

※アナログ盤シングル「AEROPOLIS」には、「空飛ぶ都市計画」、「Lounge Designers Killer」も収録されている。両者とも表記はないが、extended mixに該当するバージョンが収録されており、共に約2分アルバム版より長い。

## タイアップについて
- 『Nスタみやぎ』（東北放送）テーマ（#1）
- 『花影忍法帳コミ☆トレ』（NHK教育テレビ）オープニングテーマ（#2）
- 『サタナビっ!』（秋田朝日放送）2代目オープニングテーマ（#2）
- 『abnステーション』（長野朝日放送）エンディングテーマ（#7）
- テレビ東京系『やりすぎコージー』エンディングテーマ（#7）

## 収録曲について
全曲作詞・作曲・編曲：中田ヤスタカ
| #   | タイトル                                  | 作詞 | 作曲・編曲 | 時間 |
| --- | ----------------------------------------- | ---- | ---------- | ---- |
| 1.  | 「空飛ぶ都市計画」                        |      |            | 5:06 |
| 2.  | 「テレポテーション」                      |      |            | 4:36 |
| 3.  | 「Lounge Designers Killer」               |      |            | 4:53 |
| 4.  | 「twinkle twinkle poppp!」                |      |            | 3:14 |
| 5.  | 「tiC taC」                               |      |            | 2:31 |
| 6.  | 「アンテナ」                              |      |            | 0:26 |
| 7.  | 「グライダー」                            |      |            | 4:10 |
| 8.  | 「人類の進歩と調和」                      |      |            | 3:53 |
| 9.  | 「do do pi do」                           |      |            | 4:43 |
| 10. | 「fin.」                                  |      |            | 1:00 |
| 11. | 「jelly」(iTunes Storeボーナス・トラック) |      |            | 4:54 |

## L.D.K. Lounge Designers Killer (2021 Remaster)
『L.D.K. Lounge Designers Killer (2021 Remaster)』は、2022年2月5日に発売されたCAPSULEの配信限定アルバムで、上記のアルバム『L.D.K. Lounge Designers Killer』の収録曲がリマスターされて収録されている。なお、リマスター元アルバムのiTunes Storeボーナス・トラックの「jelly」は収録されていない。

### 背景について
2021年8月に始動した、過去作品をリマスター音源とビジュアライザーと共にオフィシャルYouTubeチャンネルに公開していく企画『CAPSULE アーカイブコレクション』に伴い、リマスター音源配信第9弾として発売された。本アルバム収録曲は、2022年1月25日から2月3日までの10日間、連日公開されていった。

### リマスター前からの変更点
2.テレポテーション (2021 Remaster)
リマスター前は1.0293倍速されて収録された（BPM174.981）が、本作では1.02337倍速である（BPM173.9729）ため、リマスター前と比べて少し遅くなっている。
6.アンテナ (2021 Remaster)
リマスター前は楽曲の終わりまで音が続いていたが、本作では楽曲の終わりで音がフェードアウトしている。

### 収録曲について
全曲作詞・作曲・編曲：中田ヤスタカ
| #   | タイトル                                    | 作詞 | 作曲・編曲 | 時間 |
| --- | ------------------------------------------- | ---- | ---------- | ---- |
| 1.  | 「空飛ぶ都市計画 (2021 Remaster)」          |      |            | 5:06 |
| 2.  | 「テレポテーション (2021 Remaster)」        |      |            | 4:38 |
| 3.  | 「Lounge Designers Killer (2021 Remaster)」 |      |            | 4:54 |
| 4.  | 「twinkle twinkle poppp! (2021 Remaster)」  |      |            | 3:14 |
| 5.  | 「tiC taC (2021 Remaster)」                 |      |            | 2:31 |
| 6.  | 「アンテナ (2021 Remaster)」                |      |            | 0:27 |
| 7.  | 「グライダー (2021 Remaster)」              |      |            | 4:11 |
| 8.  | 「人類の進歩と調和 (2021 Remaster)」        |      |            | 3:54 |
| 9.  | 「do do pi do (2021 Remaster)」             |      |            | 4:44 |
| 10. | 「fin. (2021 Remaster)」                    |      |            | 1:01 |

## カバーについて
- きゃりーぱみゅぱみゅ -「do do pi do」（アルバム『ピカピカふぁんたじん』に収録）

- きゃりーぱみゅぱみゅ -「jelly」（ミニ・アルバム『もしもし原宿』に収録）